# Andrej Romanov
Andrej Romanov (Russisch: Андрей Романов) (Moskou, 10 juli 1979) is een Russisch autocoureur.

## Carrière
Romanov heeft gereden in de Russische Lada Cup, de Russische Honda Civic Cup en het Russian Touring Car Championship. In 2007 eindigde hij als tweede in de Duitse ADAC Procar Series achter Franz Engstler. In 2007 maakte hij ook zijn debuut in het World Touring Car Championship in het raceweekend op het Circuito da Guia voor het team Engstler Motorsport in een BMW 320si naast Franz Engstler. In 2008 reed hij het volledige WTCC-seizoen voor het team, waarin zijn beste resultaat een negende plaats was in de laatste race op het Circuito da Guia.
In 2009 keerde Romanov terug in de ADAC Procar voor het team Maurer Motorsport, waarvoor hij met drie overwinningen als zesde in het kampioenschap eindigde. In 2010 keerde hij terug in het WTCC voor Engstler, waarin zijn beste resultaat een dertiende plaats was op het Autodromo Nazionale Monza. In de ronde op Brands Hatch nam hij echter niet deel, hier werd hij vervangen door Tim Coronel.